# Huelga petrolera en Venezuela de 1950
La Huelga petrolera en Venezuela de 1950 fue una huelga iniciada el 3 de mayo de 1950  por obreros petroleros de Lagunillas, estado Zulia, posteriormente la huelga se vuelve indefinida y se extiende por todo el país. Después de alrededor de 10 días de huelga, el gobierno militar recupera el control de los campos petroleros.

## Antecedentes
Durante una marcha por el Día Internacional de los Trabajadores hecha por los afiliados de 63 sindicatos, los oradores denuncian la represión gubernamental, las malas condiciones de vida, a la vez que piden solidaridad con los trabajadores petroleros.
Informes de inteligencia advierten sobre la convocación de paro de los trabajadores petroleros y dirigentes de Tribuna Popular por lo que uno de los secretarios del presidente Carlos Delgado Chalbaud envía un mensaje a los dirigente de la huelga, que les pedía que "por favor" no lanzasen la huelga, o que si la lanzaban, lo hicieran solo por 24 horas, o al final del año, ya que de otro modo "no sabría que podría pasar" ni como reaccionaria la Junta Militar de Gobierno. Dicho mensaje finalmente fue ignorado

## Hechos
El 3 de mayo se da inicio a una huelga petrolera de 48 horas para exigir mejores condiciones laborales en Lagunillas, estado Zulia. El conflicto se extiende rápidamente por otros campos del estado, y luego Falcón, Monagas, Anzoategui  y amplió su duración. En total son 40.000 trabajadores que paralizan la industria, en reclamo de antiguas y sentidas reivindicaciones laborales sin plantear referencias sobre problemas políticos.
El Partido Comunista de Venezuela participa activamente en las actividades de los huelguistas, mientras Acción Democrática promueve la huelga desde la clandestinidad. La Junta Militar de Gobierno emite un comunicado en el que desconoce la huelga petrolera y la declaran ilegal el cese de las actividades debido a las negociaciones infructuosas entre las compañías petroleras y los sindicatos. El gobierno envía tropas a los campos petroleros.
Aprevochando la agitación generada por la huelga petrolera, el 4 de mayo un grupo de militantes de Acción Democrática en la clandestinidad encabezados por Francisco Peña Vásquez intentan tomar la base militar de Boca del Río, pero fracasan cuando sus aliados en la plaza militar no se manifiestaron. El intento terminó con balance de un muerto, 2 civiles heridos, 18 civiles prisioneros y 2 militares heridos. En los campos petroleros del occidente el gobierno ordena cortar el suministro de agua, gas y corriente eléctrica a las casas de los trabajadores que se declararon en huelga. El 6 de mayo se suspenden las actividades estudiantiles en todo el país.

## Consecuencias
La huelga duro alrededor de 10 días y mas de 3.000 obreros petroleros fueron arrestados. La situación provoca la renuncia del titular de la cartera de trabajo, quien fue sustituido por José Trinidad Rojas Contreras, fundador y máximo líder del Partido Socialista Venezolano. La junta militar decretara la ilegalización formal del PCV y su órgano de publicación, Tribuna Popular, el 13 de mayo de 1950, Se justificó la medida por el papel que había tenido el partido en actos de agitación y sabotaje, paros en la industria petrolera considerados ilegales. Igualmente 43 sindicatos fueron disueltos por la junta militar.